# Daniel Biveson
Daniel Biveson (ur. 16 grudnia 1976 w Lidingö) – szwedzki snowboardzista, wicemistrz świata.

## Kariera
W Pucharze Świata zadebiutował 28 listopada 1996 roku w Tignes, gdzie zajął 71. miejsce w slalomie równoległym (PSL). Pierwsze pucharowe punkty wywalczył 5 marca 1997 roku w Grächen, zajmując 25. miejsce w snowcrossie. Na podium zawodów pucharowych po raz pierwszy stanął 6 grudnia 1997 roku w Sestriere, kończąc rywalizację w snowcrossie na drugiej pozycji. W zawodach tych rozdzielił Austriaka Alexandra Kollera i Kanadyjczyka Nelsena Jensena. Łącznie 18 razy stawał na podium zawodów PŚ, odnosząc przy tym cztery zwycięstwa: 30 listopada 2001 roku w Ischgl i 9 marca 2003 roku w Serre Chevalier był najlepszy w PSL, a 20 marca 2002 roku w Tandådalen i 19 marca 2006 roku w Furano wygrywał w gigancie równoległym (PGS). Najlepsze wyniki osiągnął w sezonie 2001/2002, kiedy to zajął siódme miejsce w klasyfikacji generalnej. Ponadto w sezonie 1997/1998 zajął drugie miejsce w klasyfikacji snowcrossu.
Jego największym sukcesem jest srebrny medal w slalomie równoległym wywalczony na mistrzostwach świata w Madonna di Campiglio w 2001 roku. Uplasował się tam między Gilles'em Jaquetem ze Szwajcarii i Austriakiem Stefanem Kaltschützem. Na tych samych mistrzostwach był też czwarty w PGS, przegrywając walkę o podium z Antonem Pogue'em z USA. W 2002 roku wystartował na igrzyskach olimpijskich w Salt Lake City, gdzie zajął 11. miejsce w gigancie równoległym. Na rozgrywanych cztery lata później igrzyskach w Turynie był szesnasty w tej konkurencji. Brał też udział w igrzyskach olimpijskich w Vancouver w 2010 roku, kończąc rywalizację w PGS na czternastej pozycji.
W 2010 roku zakończył karierę.
Jego żoną jest była szwedzka snowboardzistka, Aprilia Hägglöf.

## Osiągnięcia

### Igrzyska olimpijskie
| Miejsce | Dzień     | Rok  | Miejscowość    | Konkurencja       | Zwycięzca          |
| ------- | --------- | ---- | -------------- | ----------------- | ------------------ |
| 11.     | 15 lutego | 2002 | Salt Lake City | Gigant równoległy | Philipp Schoch     |
| 16.     | 22 lutego | 2006 | Turyn          | Gigant równoległy | Philipp Schoch     |
| 14.     | 27 lutego | 2010 | Vancouver      | Gigant równoległy | Jasey-Jay Anderson |

### Mistrzostwa świata
| Miejsce | Dzień       | Rok  | Miejscowość          | Konkurencja       | Zwycięzca           |
| ------- | ----------- | ---- | -------------------- | ----------------- | ------------------- |
| 30.     | 13 stycznia | 1999 | Berchtesgaden        | Gigant            | Markus Ebner        |
| 31.     | 14 stycznia | 1999 | Berchtesgaden        | Gigant równoległy | Richard Richardsson |
| DNF     | 15 stycznia | 1999 | Berchtesgaden        | Slalom równoległy | Nicolas Huet        |
| 20.     | 17 stycznia | 1999 | Berchtesgaden        | Snowboardcross    | Henrik Jansson      |
| 77.     | 22 stycznia | 2001 | Madonna di Campiglio | Gigant            | Jasey-Jay Anderson  |
| 4.      | 24 stycznia | 2001 | Madonna di Campiglio | Gigant równoległy | Nicolas Huet        |
| 2.      | 26 stycznia | 2001 | Madonna di Campiglio | Slalom równoległy | Gilles Jaquet       |
| DNF     | 13 stycznia | 2003 | Kreischberg          | Gigant równoległy | Dejan Košir         |
| 19.     | 14 stycznia | 2003 | Kreischberg          | Slalom równoległy | Siegfried Grabner   |
| 22.     | 19 stycznia | 2003 | Kreischberg          | Snowboardcross    | Xavier de le Rue    |
| 28.     | 18 stycznia | 2005 | Whistler             | Gigant równoległy | Jasey-Jay Anderson  |
| 10.     | 19 stycznia | 2005 | Whistler             | Slalom równoległy | Jasey-Jay Anderson  |
| 14.     | 16 stycznia | 2007 | Arosa                | Gigant równoległy | Rok Flander         |
| 31.     | 17 stycznia | 2007 | Arosa                | Slalom równoległy | Simon Schoch        |
| 14.     | 20 stycznia | 2009 | Gangwon              | Gigant równoległy | Jasey-Jay Anderson  |
| 14.     | 21 stycznia | 2009 | Gangwon              | Slalom równoległy | Benjamin Karl       |

### Puchar Świata

#### Miejsca w klasyfikacji generalnej
- sezon 1996/1997: 127.
- sezon 1997/1998: 14.
- sezon 1998/1999: 56.
- sezon 1999/2000: 43.
- sezon 2000/2001: 12.
- sezon 2001/2002: 7.
- sezon 2002/2003: –
- sezon 2003/2004: –
- sezon 2004/2005: –
- sezon 2005/2006: 12.
- sezon 2006/2007: 33.
- sezon 2007/2008: 12.
- sezon 2008/2009: 14.
- sezon 2009/2010: 66.

#### Miejsca na podium
1. Sestriere – 6 grudnia 1997 (snowcross) – 2. miejsce
2. Tignes – 19 listopada 2000 (gigant) – 3. miejsce
3. Gstaad – 10 stycznia 2001 (gigant) – 3. miejsce
4. Sapporo – 17 lutego 2001 (gigant równoległy) – 2. miejsce
5. Ischgl – 30 listopada 2001 (slalom równoległy) – 1. miejsce
6. Ruka – 14 marca 2002 (slalom równoległy) – 2. miejsce
7. Tandådalen – 20 marca 2002 (gigant równoległy) – 1. miejsce
8. Tandådalen – 6 grudnia 2002 (slalom równoległy) – 3. miejsce
9. Sapporo – 1 marca 2003 (slalom równoległy) – 2. miejsce
10. Serre Chevalier – 9 marca 2003 (slalom równoległy) – 1. miejsce
11. Valle Nevado – 12 września 2003 (gigant równoległy) – 2. miejsce
12. Maribor – 3 lutego 2004 (gigant równoległy) – 3. miejsce
13. Sapporo – 20 lutego 2004 (gigant równoległy) – 3. miejsce
14. Sapporo – 21 lutego 2004 (slalom równoległy) – 3. miejsce
15. Tandådalen – 16 marca 2005 (gigant równoległy) – 3. miejsce
16. Furano – 19 marca 2006 (gigant równoległy) – 1. miejsce
17. Sölden – 2 października 2007 (gigant równoległy) – 2. miejsce
18. Limone Piemonte – 8 grudnia 2007 (gigant równoległy) – 2. miejsce

- W sumie 4 zwycięstwa, 7 drugich i 7 trzecich miejsc.